# IJリーグ
IJリーグ（英語: IJ League）は、日本のプロアイスホッケーリーグ。2024年に創設。

## 歴史
2024年2月29日に創設。公式Instagramを開設した。3月8日にInstagramにて3月15日から毎週金曜日に情報発信を行うことを公表した。第1弾として3月15日にオフィシャルHPの開設、リーグコンセプト、第1弾チーム名の発表が予告された。
3月15日に第1弾参戦チームとして東京ワイルズ、名古屋オルクス、北京京獅の参戦、2024年の概要、IJリーグの構想が発表された。3月29日に開幕カードが発表され、第1弾として6月15日にオルクスとワイルズがオルクスの本拠地である邦和みなとスケートリンクで開幕カードを開催することが発表された。6月15日に開幕。
9月12日、IJリーグとしての活動を終了し、日本アイスホッケー連盟と今後のリーグの在り方などについて協議に入ることと、残り試合を交流戦（練習試合）として実施することを発表した。関係者によるとアジアリーグ傘下の下部リーグを新設するなどして来季の再スタートを目指し、連盟と協議を進めるとしていた。
IJリーグ参加チームのうち、東京と名古屋は2025年より日本連盟が主催する新リーグ「エクストリームアイスホッケーリーグ」に参加することが発表されている。

## 運営
夏シーズンに開催を行うサマーリーグ化により、競合するアジアリーグアイスホッケーとは開催時期がずれるため、ファンは年間を通してアイスホッケーを楽しむことができる他、所属選手の海外移籍、海外選手との交流機会を積極的に行うことを可能にする。
デュアルキャリアのチーム構成で1チーム約100人の選手育成が可能組織経営となる。チームが選手の雇用を援助することで選手が引退した時のセカンドキャリアへの不安を解消する。
東名阪を活動拠点とするため、アイスホッケーの認知度上昇に貢献する。
IJ1、IJ2と階層を設ける。IJ1はデュアルキャリアを基本としたプロアイスホッケーリーグである。引退後の生活を見据え、選手第一でのリーグ運営となる。IJ2は社会人リーグとも積極的に交流を持ち、地域リーグへの参加を目指す。
各チームは本拠地として新アリーナの建設を目標に持つ。

## チーム
| チーム名       | 本拠地 | ホームリンク             | 創設   | 参加年 |
| -------------- | ------ | ------------------------ | ------ | ------ |
| 東京ワイルズ   | 東京都 |                          | 2023年 | 2024年 |
| 名古屋オルクス | 名古屋 | 邦和みなとスケートリンク | 2023年 | 2024年 |
| 北京京獅       | 北京   |                          |        | 2024年 |